# マイ・プレジャー〜With my pleasure〜
『マイ・プレジャー 〜With my pleasure〜』（マイ・プレジャー ウィズ マイ・プレジャー）は、谷村有美の11枚目のオリジナル・アルバム。2001年6月20日にzetimaから発売された。

## 概要
活動休止期間を終え2000年シングル「A・RA・WA」で活動再開。同時にレコード会社をSony Recordsからzetimaへ移籍。zetimaでのリリースは本作のみ。オリジナル・アルバムは『Daybreak』以来、3年8か月振り。
作家陣としてまこと・たいせー、今井千尋（元Something ELse）、加藤みちあき、福田裕彦等が参加。新しいスタッフで構成された。

## 収録曲
作詞・作曲：谷村有美（特記以外）
1. Message from Yumi〜Hello, my friends! [0:54]
作曲・編曲：加藤みちあき
2. しあわせについて。 [4:03]
編曲：HULK
3. revenge [4:57]
編曲：HULK
4. A・RA・WA [4:18]
作詞：まこと　作曲：たいせー　編曲：加藤みちあき
5. NO PAIN NO RAINBOWS [5:03]
編曲：福田裕彦
6. DESTINATION 〜Over The Rainbow 虹の彼方へ〜 [4:35]
編曲：福田裕彦
7. 風に任せて [4:00]
編曲：加藤みちあき
8. ベストセラー（Pleasure Edit 'Moth・La' Mix） [4:56]
作詞：まこと　作曲：たいせー　編曲：福田裕彦
9. 花を咲かせましょう [4:57]
作曲：RYUZI　編曲：福田裕彦
10. 真実の花 [4:59]
作曲：荻野桂子　編曲：加藤みちあき
11. Calendar Love [4:35]
作詞・作曲：宮手健雄　編曲：加藤みちあき
12. フラジャイル [4:08]
作曲：今井千尋　編曲：加藤みちあき
13. プロミス 〜約束〜 [3:37]
編曲：谷村有美